# Helmovka šiškomilná
Helmovka šiškomilná (Mycena strobilicola) je druh houby z čeledi helmovkovité (Mycenaceae).

## Znaky
Klobouk dorůstá v průměru 1-4 cm, nejprve kuželovitý se rozevírá na zvoncovitý až plošně rozložený se středovým hrbolkem. Pokožka je hnědá, okrová, šedavě hnědá až bělošedá, průsvitně radiálně rýhovaná.
Lupeny jsou bílé, lehce našedlé až narůžovělé, u třeně zoubkem sbíhavé, na klobouku středně hustě uspořádané. Výtrusný prach je bílý.
Třeň je 1,5-6 cm dlouhý, křehký, dutý, barvu má hnědou, směrem nahoru postupně bledne. Báze je bílá, silně chlupatá.
Tenká a křehká dužnina silnou vůní připomíná dusík nebo chlor, chuť je nepříjemná, ředkvičková.

## Užití
Nejedlý druh.

## Ekologie
Od března do dubna roste tato houba místy hojně, obecně dosti roztroušeně na opadaných šiškách smrku ztepilého. 

## Rozšíření
Výskyt druhu byl popsán v oblastech Rakouska, Švýcarska, Estonska, Ruska, Německa, Polska, Švédska, Španělska, Slovinska, Finska, Norska, Francie, Lichtenštejnska, Itálie, Litvy, Belgie, USA a Nizozemí. 

## Galerie

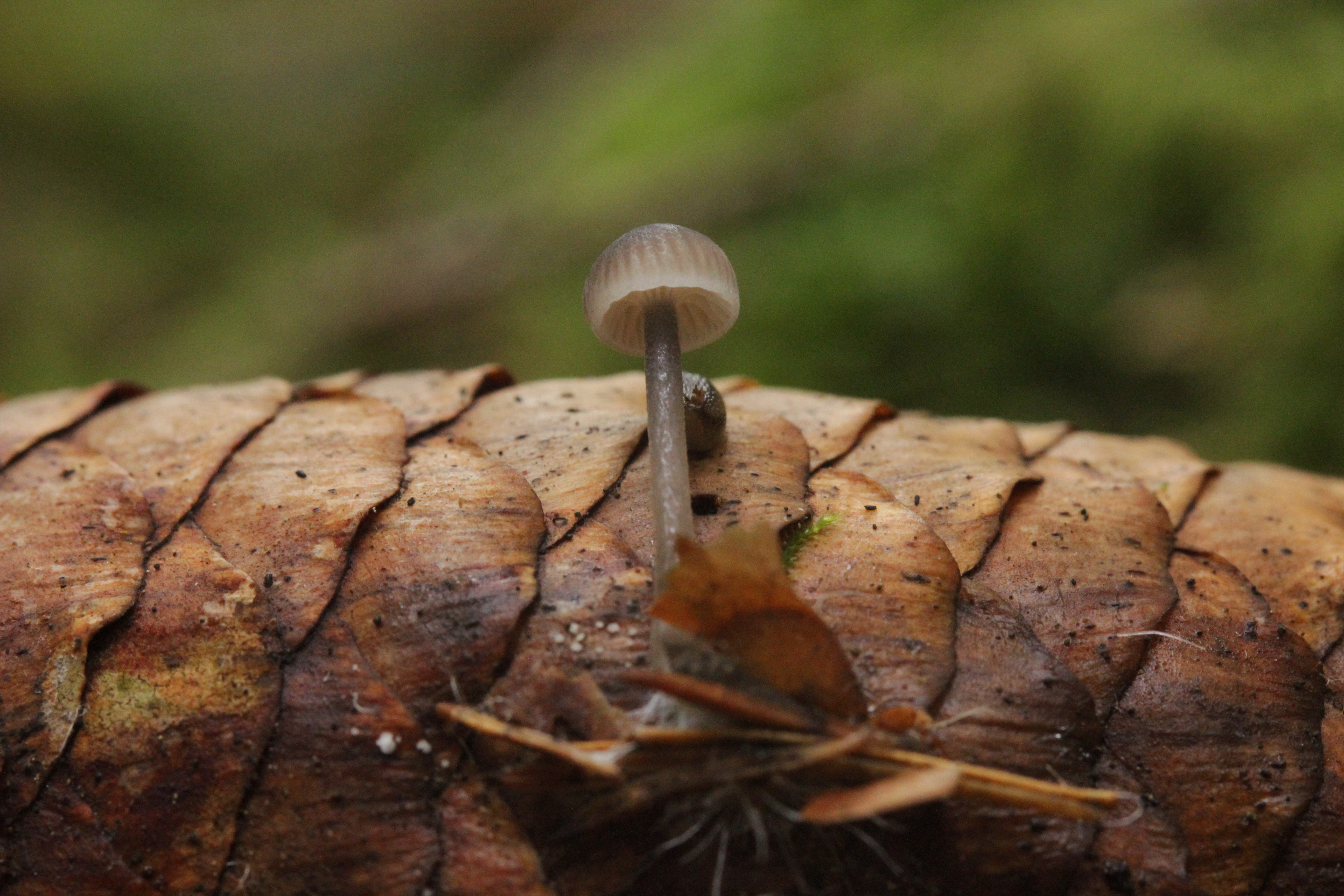
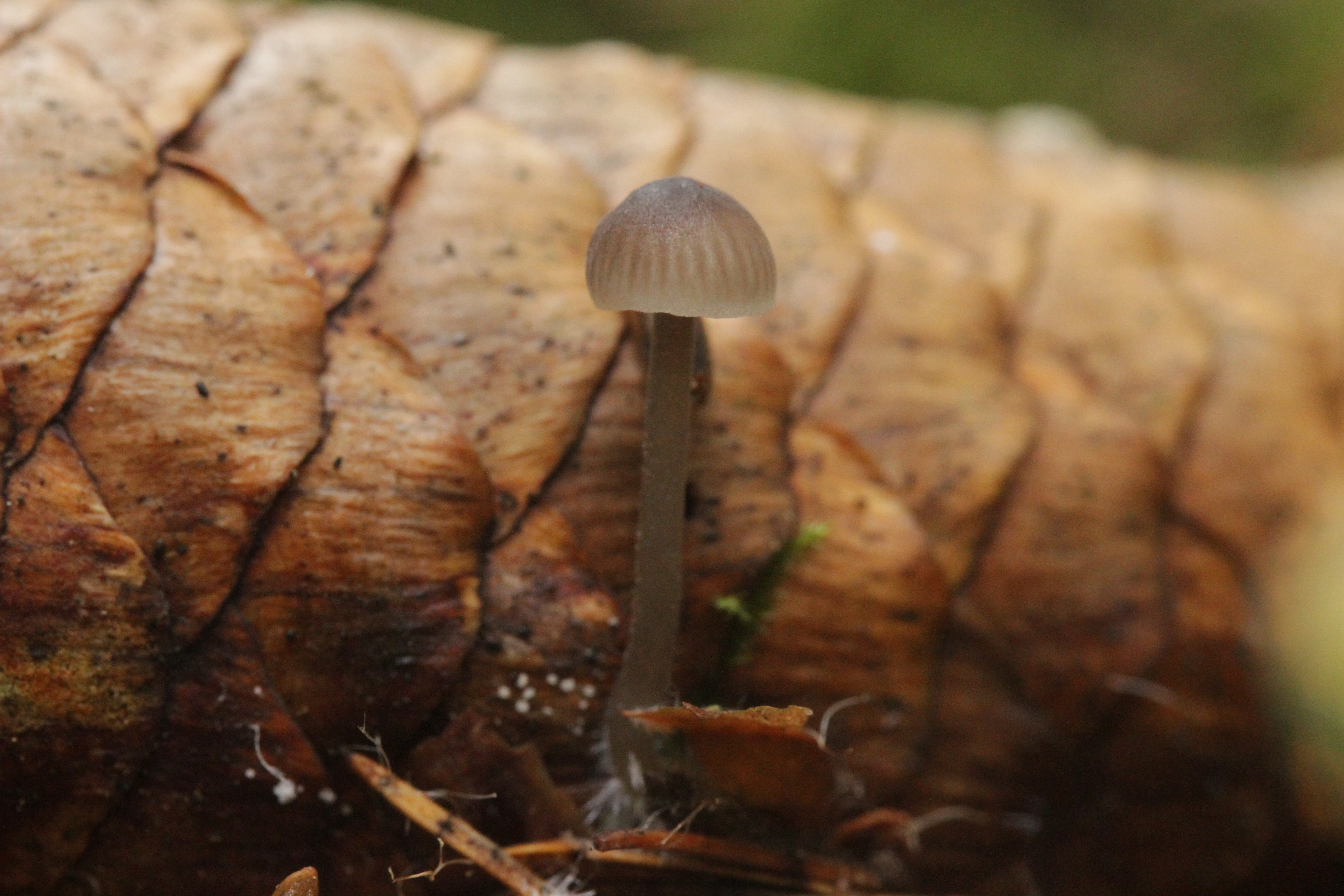
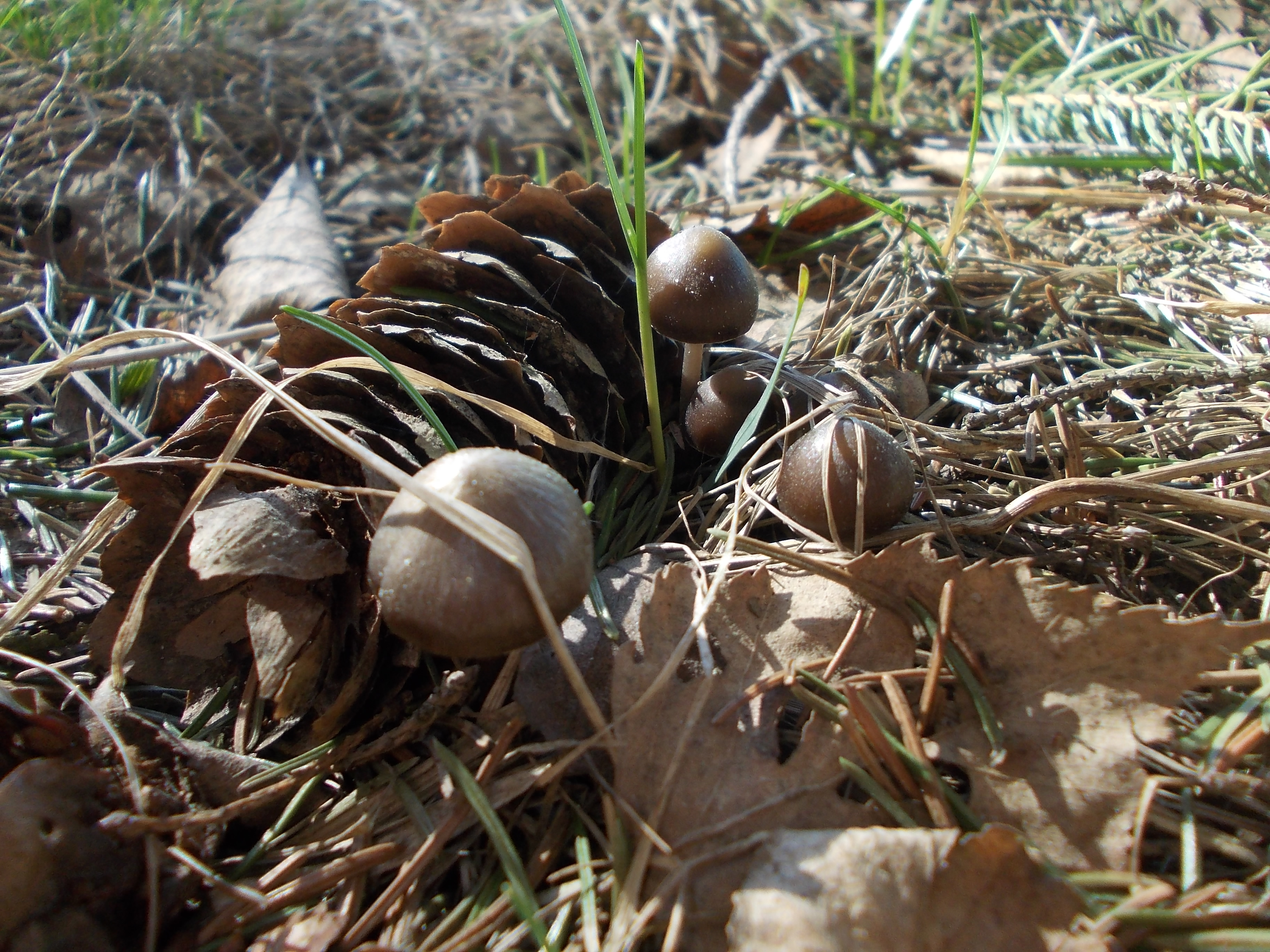
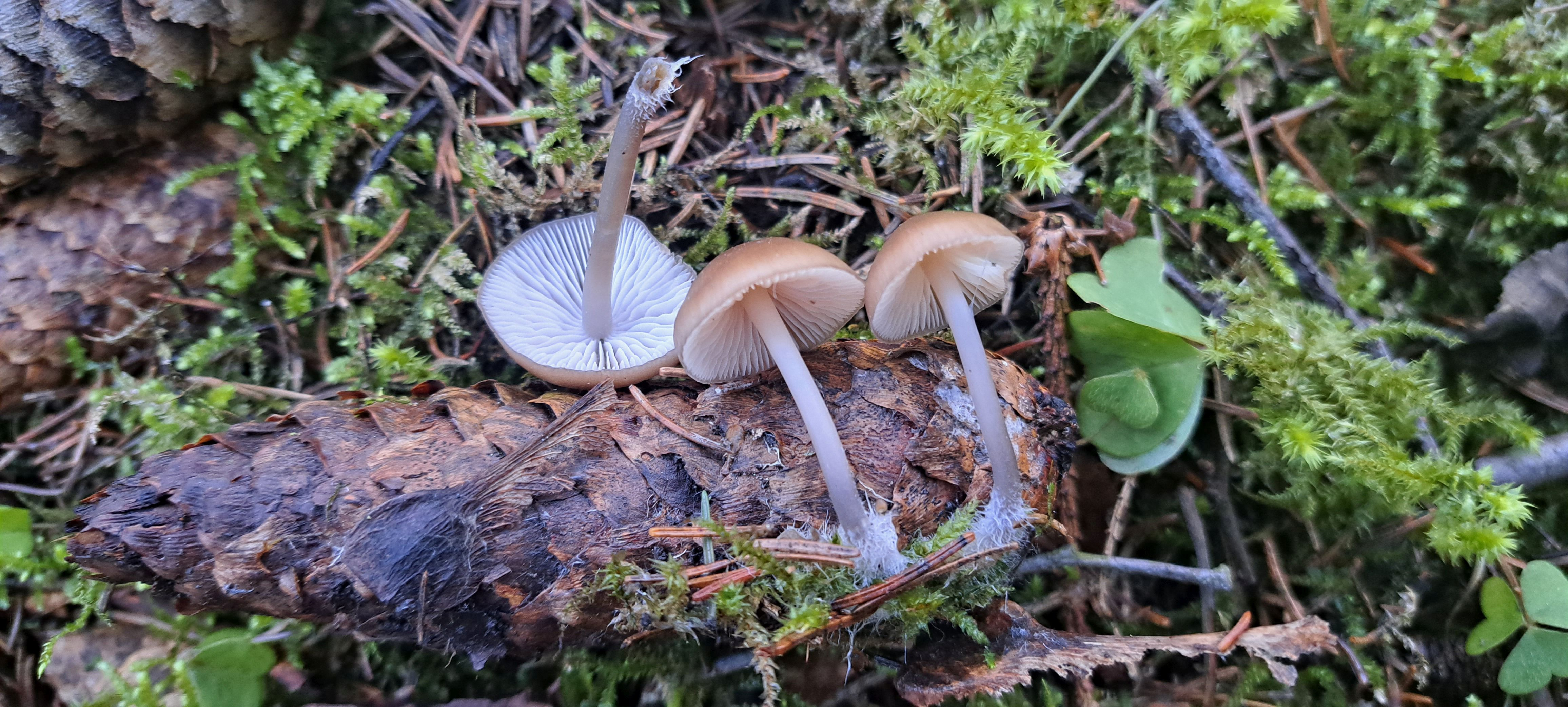

## Možnost záměny
- Penízovka smrková (Strobilurus esculentus)
- Helmovka sněžná (Mycena flos-nivium)